# 斯科特·魯丁
斯科特·魯丁（英語：Scott Rudin，1958年7月14日—），美國猶太裔製片人，為11位曾獲得演藝圈大滿貫藝人之一。

## 影視作品
- 1991年 《阿達一族》
- 1992年 《修女也瘋狂》
- 1993年 《阿達一族2》
- 1993年 《修女也瘋狂2》
- 1994年 《大智若愚》
- 1996年 《大老婆俱樂部》
- 1996年 《親親壞姐妹》
- 1998年 《楚門的世界》
- 2001年 《天才一族》
- 2002年 《時時刻刻》
  - 提名—奧斯卡最佳影片獎
- 2004年 《偷情》
- 2007年 《險路勿近》
  - 奧斯卡最佳影片獎
- 2010年 《真實的勇氣》
  - 提名—奧斯卡最佳影片獎
- 2010年 《社群網戰》
  - 提名—奧斯卡最佳影片獎
- 2011年 《心靈鑰匙》
  - 提名—奧斯卡最佳影片獎
- 2015年 《飛越情海》
- 2015年 《史帝夫賈伯斯》
- 2016年 《名模大間諜2》